# Jan Bienias (cichociemny)

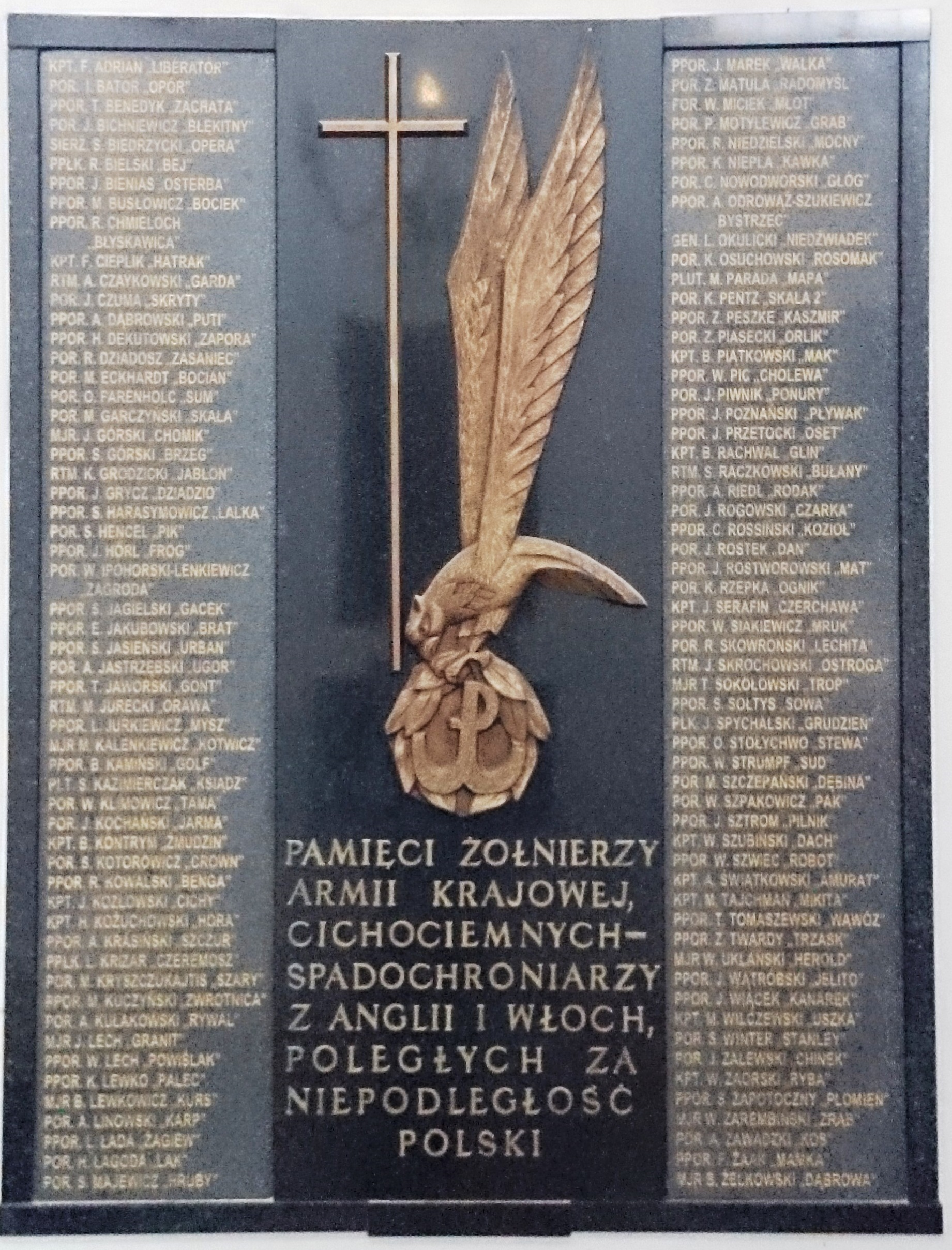
Tablica w kościele św. Jacka w Warszawie, upamiętniająca poległych cichociemnych, w tym Jana Bieniasa

Jan Bienias pseud. Osterba, Ożoga (ur. 6 września 1919 w Krauszowie, zm. 6 albo 7 września 1944 w Warszawie) – podporucznik piechoty, oficer Polskich Sił Zbrojnych, Armii Krajowej, uczestnik powstania warszawskiego, cichociemny. Znajomość języków: angielski, niemiecki. Zwykły Znak Spadochronowy nr 3074.

## Życiorys
W wieku 5 lat zamieszkał z rodziną w Starym Sączu. Od 1937 uczył się w Państwowym Gimnazjum Męskim im. Władysława Orkana w Starym Sączu, w 1939 zdał egzamin dojrzałości.
W kampanii wrześniowej 1939 nie zmobilizowany, od 8 września jako ochotnik w 4 kompanii gosp. w Żurawicy. 19 stycznia 1940 roku przekroczył w rejonie Piwnicznej granicę z Węgrami. Od lutego 1940 roku we Francji, wstąpił do Wojska Polskiego we Francji. Od 1 marca do 20 czerwca w Szkole Podchorążych Piechoty w Camp de Coëtquidan, następnie od 1 września do 20 listopada 1940 roku w Brittany.
Po upadku Francji ewakuowany, od 23 czerwca 1943 roku w Wielkiej Brytanii, wstąpił do Polskich Sił Zbrojnych pod dowództwem brytyjskim, przydzielony do 5 kompanii 2 batalionu  1 Brygady Strzelców. Od 3 lutego do 21 kwietnia 1941 roku w Szkole Podchorążych Piechoty w Dundee, po jej ukończeniu mianowany podchorążym. Od 21 kwietnia ponownie przydzielony do 5 kompanii 2 batalionu 1 Brygady Strzelców. Od 20 stycznia 1942 roku w Polskim Biurze Wojskowym w Perth. Do lipca 1942 roku w szkole średniej w Dunalastair, wobec braku dokumentu ponownie zdał egzamin dojrzałości, następnie ponownie przydzielony do 5 kompanii. Od 26 kwietnia na kursie kierowców pojazdów motorowych, od 17 maja 1943 roku na stażu w jednostkach brytyjskich.
Zgłosił się do służby w kraju. Przeszkolony ze specjalnością w dywersji, na kursach specjalnych dla kandydatów na cichociemnych, m.in. spadochronowym, commando, walki konspiracyjnej, odprawowym (STS 43, Audley End) i in. Zaprzysiężony na rotę ZWZ/AK  4 sierpnia 1943 roku w Chicheley, przerzucony na stację wyczekiwania Głównej Bazy Przerzutowej w Latiano nieopodal Brindisi we Włoszech.
Skoczył ze spadochronem do okupowanej Polski w nocy 10/11 maja 1944 roku w sezonie operacyjnym „Riposta”, w operacji lotniczej „Weller 27”, dowodzonej przez kpt. Władysława Krywdę, z samolotu Liberator  EV-978 „R” (1586 Eskadra PAF). Start (prawdopodobnie) z lotniska Grottaglie nieopodal Brindisi, zrzut miał nastąpić na placówkę odbiorczą „Nil-2” 123 (kryptonim polski, brytyjskie oznaczenie numerowe pinpoints), 19 km na południowy wschód od Piotrkowa Trybunalskiego, w okolicach wsi Żerechowa Kolonia. Dzień wcześniej, tj. 9 maja w miejscu planowanego zrzutu walkę z Niemcami stoczył oddział partyzancki Stanisława Karlińskiego ps. Burza. W związku z tym zrzutu dokonano kilka kilometrów dalej, w okolicy wsi Ślepietnica. Razem z nim skoczyli: ppor. Kazimierz Bernaczyk-Słoński ps. Rango, kpt. Bohdan Kwiatkowski ps. Lewar, ppor. Zdzisław Straszyński ps. Meteor, ppor. Zygmunt Ulm ps. Szybki  oraz kurier polityczny Delegatury Rządu na Kraj ppor. Stanisław Niedbał-Mostowin ps. Bask.
Po skoku do 10 czerwca 1944 roku w oddziale partyzanckim przyjmującym zrzut, następnie aklimatyzacja do realiów okupacyjnych w Warszawie.  Po aklimatyzacji  w bazie Centrali Zaopatrzenia Terenu „Start II” w Okręgu Polesie AK. Potem przydzielony do 30 Dywizji Piechoty AK, ale przydziału nie zrealizowano.
W powstaniu warszawskim jako dowódca plutonu w kompanii cichociemnego kpt. Tomasza Wierzejskiego ps. Zgoda 2, następnie w kompanii kpt. „Piotra” w batalionie „Czata 49” Zgrupowania „Radosław”. W trakcie ciężkich walk na Woli ranny, przebywał krótko w szpitalu polowym. Przeszedł kanałami ze Starego Miasta do Śródmieścia Północnego, skąd przedarł się dalej do Śródmieścia Południowego i dalej na Czerniaków. Od 6 września bronił szpitala św. Łazarza przy ul. Książęcej. Poległ 7 września na skarpie ulicy Książęcej, podczas ataku na szpital dwóch czołgów niemieckich. Właśnie ukończył 24 lata. Za wyróżniające się męstwo i poświęcenie w walkach powstania warszawskiego pośmiertnie odznaczony przez dowódcę AK Orderem Virtuti Militari.

## Awanse
- plutonowy podchorąży – styczeń 1944
- podporucznik – ze starszeństwem od 11 maja 1944

## Odznaczenia
- Krzyż Srebrny Orderu Virtuti Militari nr 13328 (pośmiertnie, 2 października 1944 roku)
- Krzyż Walecznych – czterokrotnie.

## Życie prywatne
Jan Bienias był synem Franciszka i Anny z domu Szczepaniak. Wujem Jana Bieniasa był Jan Szczepaniak, legionista Józefa Piłsudskiego i kawaler orderu Virtuti Militari.
Miał 3 braci: Józefa (ur. 1921), Władysława,  Czesława, Franciszka (ur. 1921) oraz 6 sióstr: Antoninę (ur. 1910), Annę (ur. 1913), Janinę, Zuzannę, Helenę.  

## Upamiętnienie
W lewej nawie kościoła św. Jacka przy ul. Freta w Warszawie odsłonięto tablicę Pamięci żołnierzy Armii Krajowej, cichociemnych – spadochroniarzy z Anglii i Włoch, poległych za niepodległość Polski. Wśród wymienionych 108 poległych cichociemnych jest Jan Bienias.